# Grumman

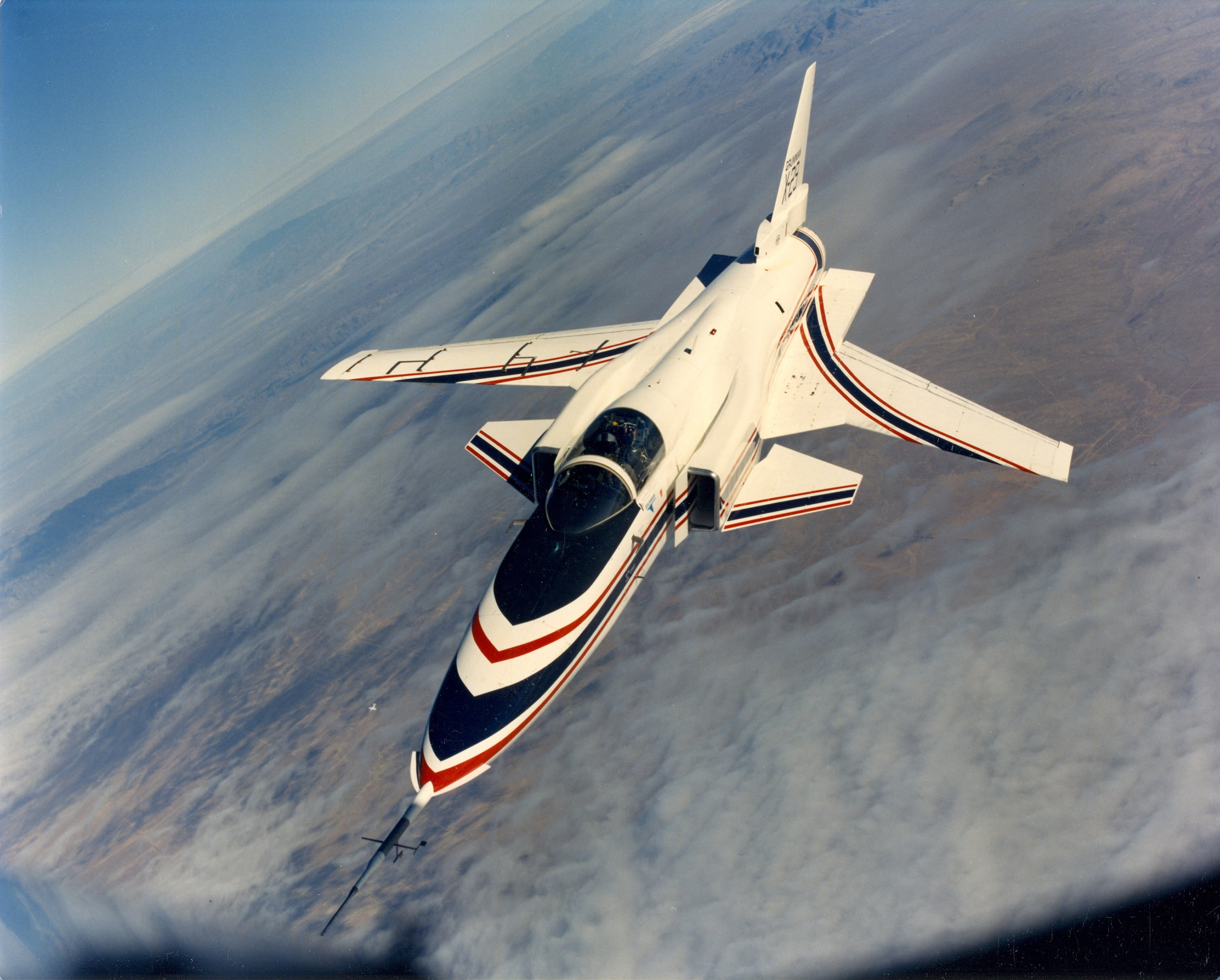
El radical Grumman X-29.

La Grumman Aircraft Engineering Corporation, más tarde llamada Grumman Aerospace Corporation, fue una empresa dedicada al diseño y fabricación de aeronaves, tanto civiles como militares, del siglo XX. Fundada en 1929 por Leroy Grumman y Jake Swirbul, permaneció independiente hasta que en 1994 se fusionó con Northrop Corporation para conformar Northrop Grumman.

## Historia
En la década de 1920, la Loening Aircraft Engineering Corporation fue comprada por Keystone Aircraft Corporation, que mudó sus operaciones de Nueva York a Pensilvania. A causa de esto, Leroy Grumman y otros compañeros de Loening (Edmund Ward Poor, William Schwendler, Jake Swirbul, y Clint Towl) crearon su propia empresa en una vieja fábrica de Cox-Klemin Aircraft Co. en Baldwin, Long Island, NY.
La empresa fue registrada el 5 de diciembre de 1929 y abrió sus puertas el 2 de enero de 1930. Ocupados soldando tubos de aluminio a camiones de carga mientras los socios deseaban obtener contratos de la Armada de los Estados Unidos por lo que Grumman diseño los primeros flotadores (utilizados en hidroaviones) con tren de aterrizaje retráctil de la Armada, hecho que lanzó a Grumman al mercado aeronáutico. El primer avión diseñado por Grumman también fue para la marina estadounidense, el Grumman FF, un biplano con tren de aterrizaje retráctil. Este fue seguido por unos cuantos diseños exitosos. Mientras la empresa crecía, se mudó a Valley Stream, luego a Farmingdale, para terminar instalada en Bethpage (todas localidades situadas en el Estado de Nueva York y en Long Island). Durante gran parte de la Guerra Fría, Grumman fue la empresa de Long Island que más empleados tenía. Los productos de Grumman eran tan robustos y confiables que la compañía era usualmente llamada Grumman Iron Works.
Durante la Segunda Guerra Mundial, Grumman se hizo famosa gracias a los cazas navales F4F Wildcat y F6F Hellcat, al torpedero TBF Avenger. El primer avión de reacción de Grumman fue el F9F Panther, que entró en servicio en el año 1949, pero los grandes éxitos de la compañía en la posguerra vinieron de la mano del A-6 Intruder en la década de 1960 y del F-14 Tomcat en los 70.
Además, Grumman trabajó como contratista principal en el diseño y fabricación del módulo lunar utilizado en las misiones del Proyecto Apolo, que llevó al ser humano a la Luna. Recibieron el contrato el 7 de noviembre de 1962 y terminaron construyendo trece módulos lunares. Cuando el programa Apolo estaba llegando a su fin, Grumman fue uno de los principales competidores para diseñar y construir el Transbordador Espacial, pero perdió frente a Rockwell International.
Mientras tanto, en 1969, la compañía cambió su nombre a Grumman Aerospace Corporation y en 1978 le vendió su división Grumman-American a Gulfstream Aerospace. El fin de la Guerra Fría a principios de la década de los 90 y la reducción casi constante de los presupuestos de defensa llevaron a una ola de fusiones entre las compañías aeronáuticas., por lo que en 1994 Grumman se fusionó con Northrop para conformar la reconocida Northrop Grumman

## Aviones diseñados y construidos por Grumman
Clasificados por tipo y fecha:

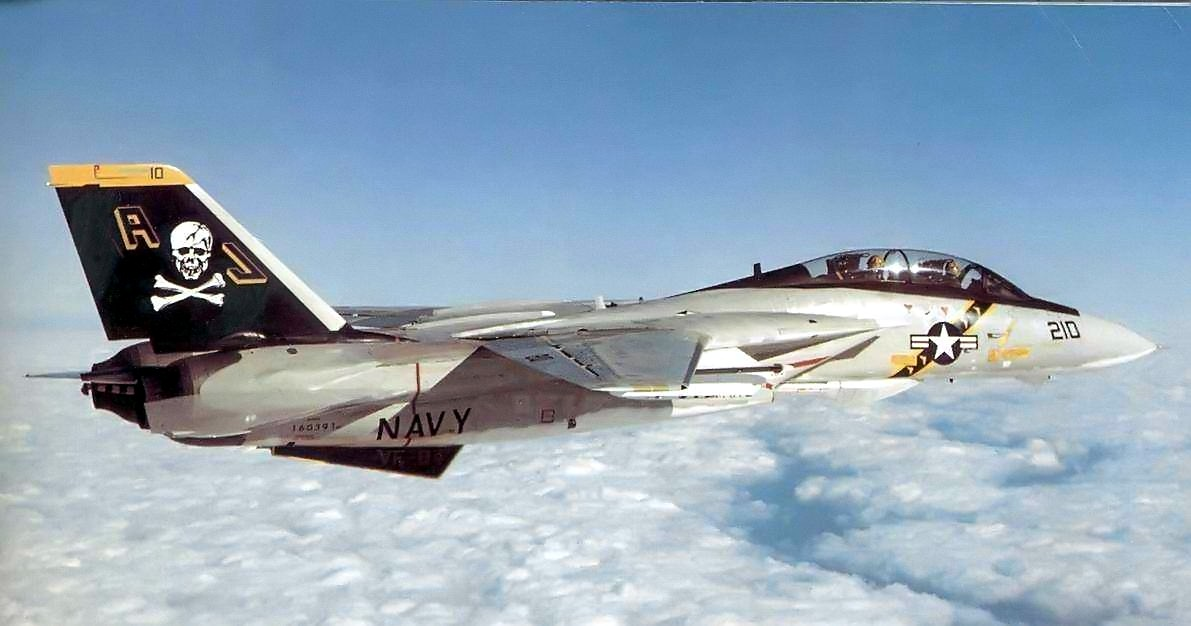
Un F-14A Tomcat del VF-84 Jolly Rogers

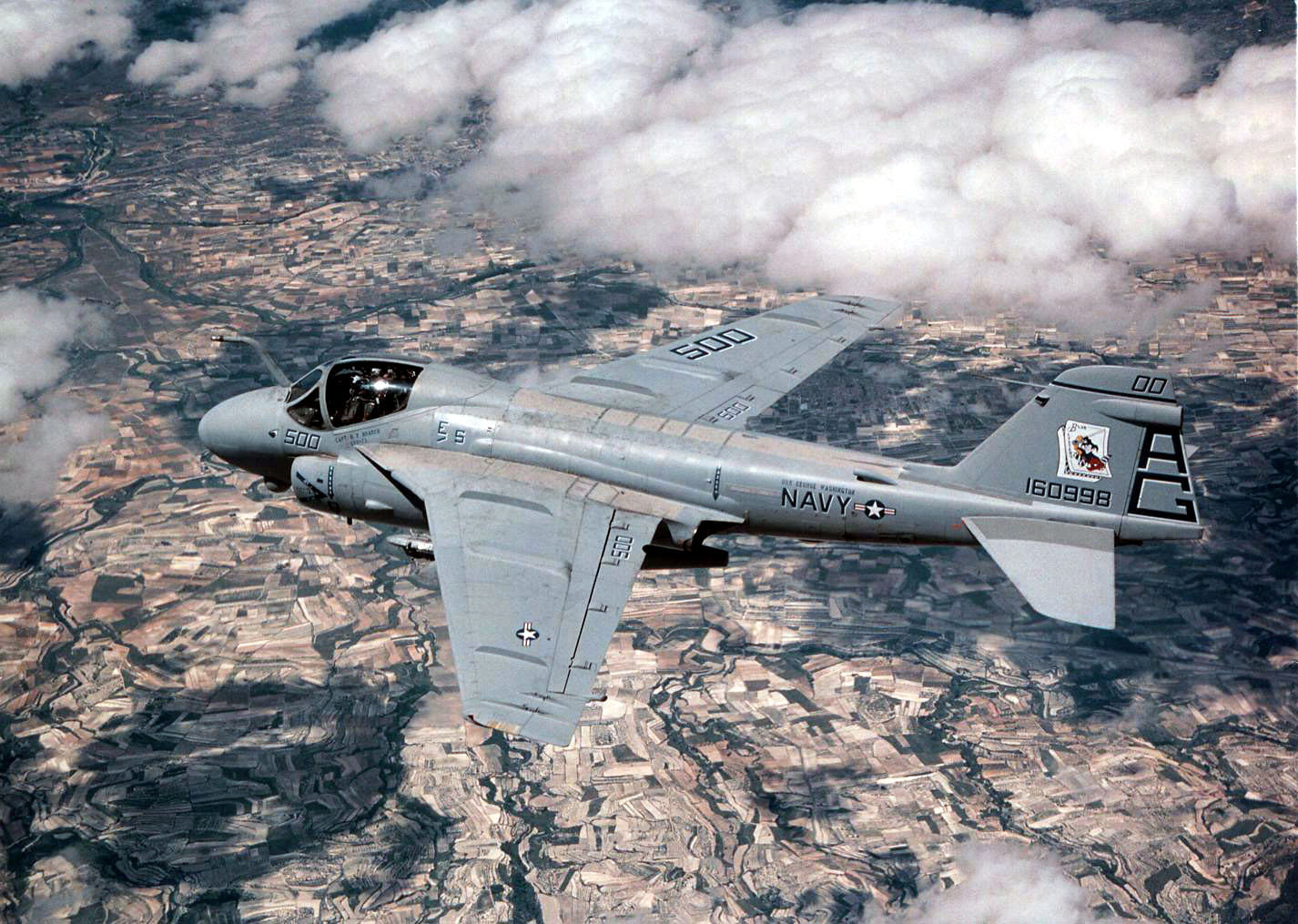
Un A-6E Intruder volando sobre España durante la Operación Matador.

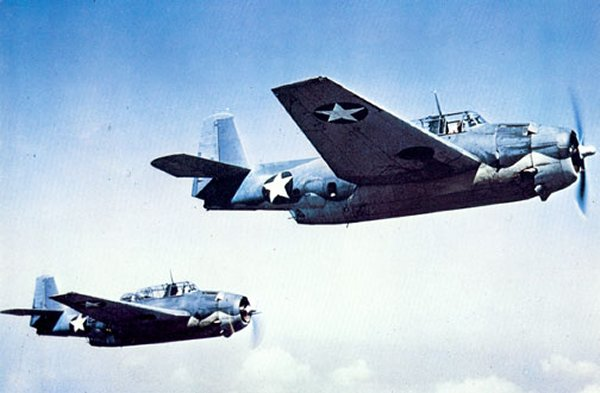
TBF Avenger.

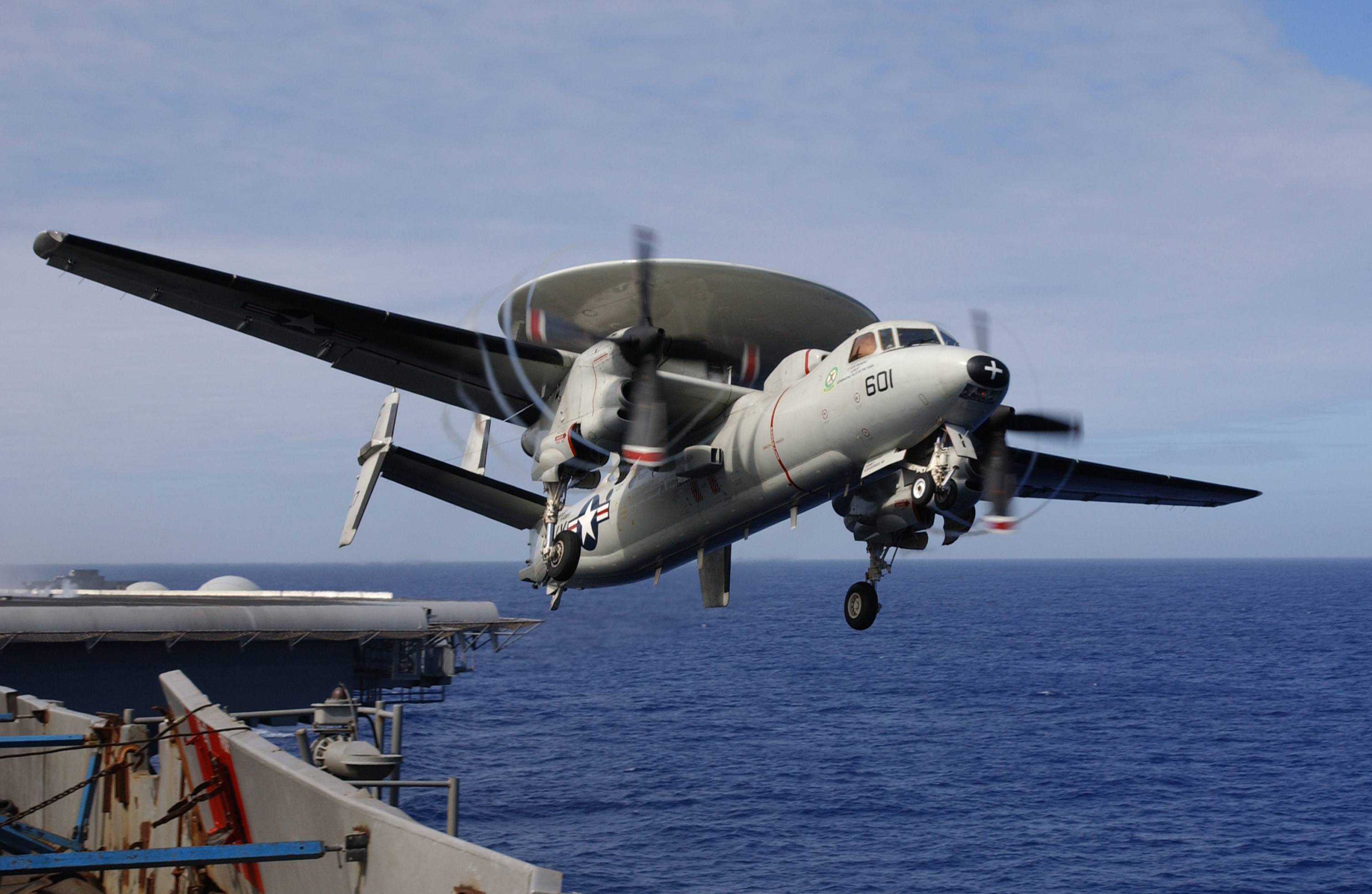
E-2C Hawkeye.

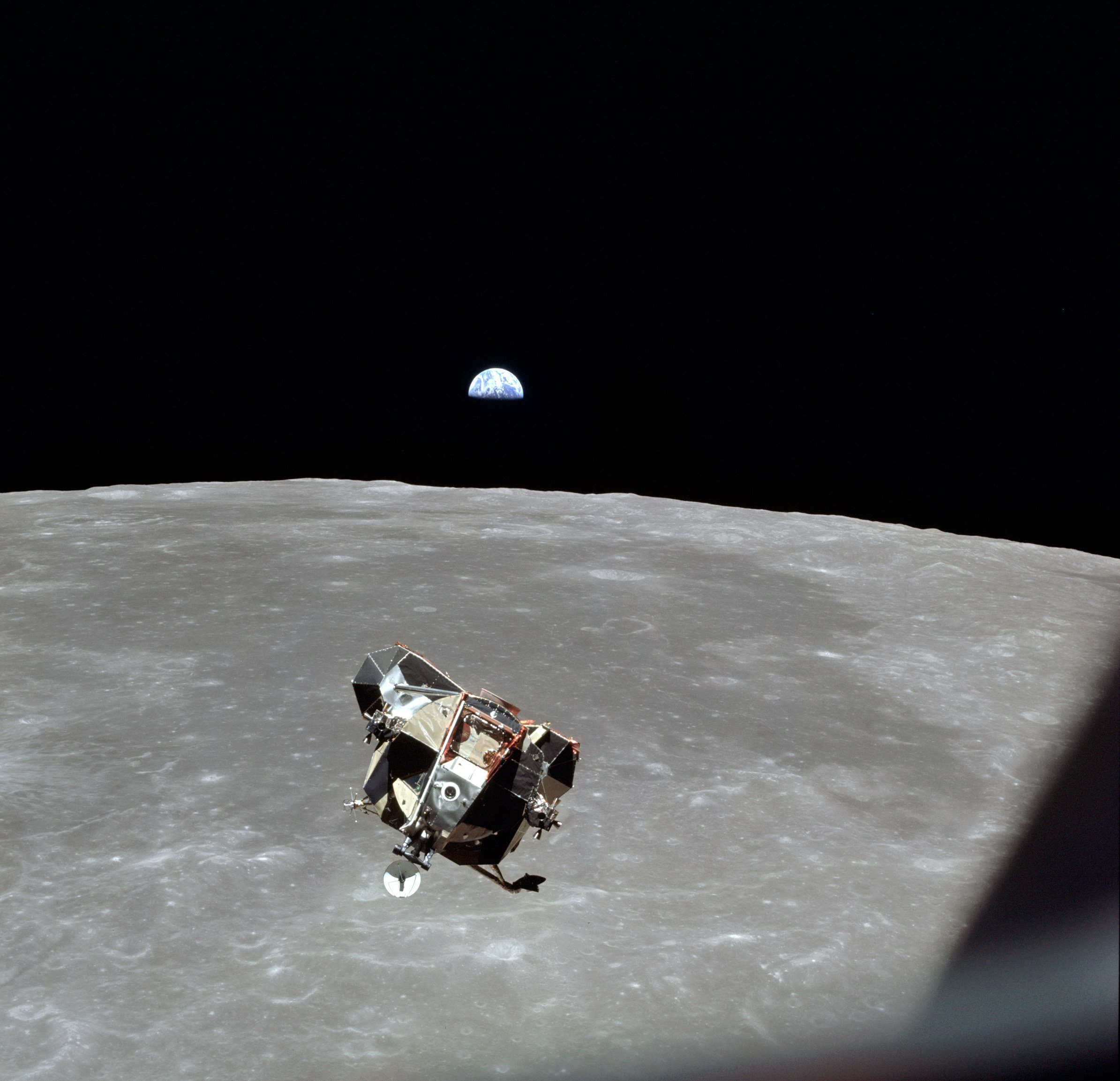
Módulo lunar del Apolo 11, orbitando alrededor de la Luna.

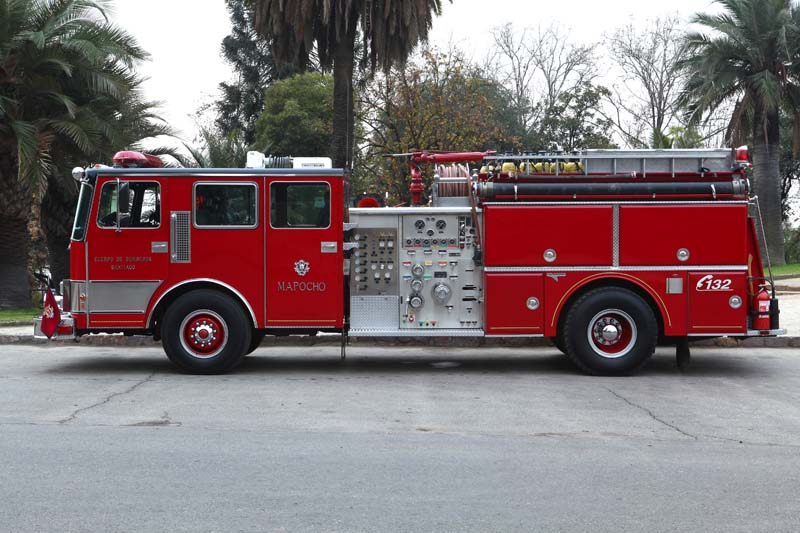
Grumman Firecat, Primera Compañía, Cuerpo de Bomberos de Santiago.

- Los "Cats" ("gatos", todos los cazas diseñados por Grumman que entraron en servicio en la Armada recibieron nombres felinos)
  - Grumman F4F Wildcat
  - Grumman F6F Hellcat
  - Grumman F7F Tigercat
  - Grumman F8F Bearcat
  - Grumman F9F Panther
  - Grumman F9F Cougar
  - Grumman XF10F Jaguar
  - Grumman F11F Tiger
  - Grumman F-14 Tomcat
- Aviones de caza
  - Grumman FF
  - Grumman F2F
  - Grumman F3F
  - Grumman XF5F Skyrocket
  - Grumman XP-50
- Aviones de ataque
  - Grumman AF Guardian
  - Grumman A-6 Intruder
- Torpederos
  - Grumman TBF Avenger
- Anfibios
  - Grumman JF Duck
  - J2F Duck
  - Grumman G-21 "Goose" algunos modificados como Super o Turbo Goose
  - Grumman G-44 "Widgeon"
  - Grumman HU-16 (Guardacostas UF-1/UF-2, Marina U-16, Civil G-111) "Albatross"
  - Grumman G-73 "Mallard"
- Otros
  - Grumman C-1 Trader
  - Grumman E-1 Tracer
  - Grumman S-2 Tracker
  - Grumman E-2 Hawkeye
  - Grumman C-2 Greyhound
  - Grumman OV-1 Mohawk
  - Grumman EA-6B Prowler
  - Grumman X-29A
- Espacial
  - Módulo lunar
- Civiles
  - Grumman Gulfstream I y 2
  - Grumman American AA-1 (1971–76)
  - Grumman American AA-1B Trainer (1971–76)
  - Grumman American AA-5 Traveler (1972–75)
  - Grumman American AA-5A Cheetah (1976–79)
  - Grumman American AA-5B Tiger (1975–79)
- Otros vehículos
  - Grumman también diseñó carros de bomberos durante fines de los años ochenta y principios de los noventa, bajo el modelo Grumman Firecat.